# Saint Vincent och Grenadinerna i olympiska sommarspelen 2016
Saint Vincent och Grenadinerna deltog med fyra deltagare vid de olympiska sommarspelen 2016 i Rio de Janeiro. Ingen av landets deltagare erövrade någon medalj.

## Friidrott
Förkortningar
- Notera– Placeringar avser endast det specifika heatet.
- Q = Tog sig vidare till nästa omgång
- q = Tog sig vidare till nästa omgång som den snabbaste förloraren eller, i fältgrenarna, genom placering utan att nå kvalgränsen
- NR = Nationellt rekord
- N/A = Omgången fanns inte i grenen
- Bye = Idrottaren behövde inte tävla i omgången

Bana och väg
| Idrottare                | Gren                | Heat     | Heat      | Semifinal        | Semifinal        | Final            | Final            |
| Idrottare                | Gren                | Resultat | Placering | Resultat         | Placering        | Resultat         | Placering        |
| ------------------------ | ------------------- | -------- | --------- | ---------------- | ---------------- | ---------------- | ---------------- |
| Brandon Valentine-Parris | Herrarnas 400 meter | 47,62    | 7         | Gick inte vidare | Gick inte vidare | Gick inte vidare | Gick inte vidare |
| Kineke Alexander         | Damernas 400 meter  | 52,45    | 7         | Gick inte vidare | Gick inte vidare | Gick inte vidare | Gick inte vidare |

## Simning
| Simmare           | Gren                    | Heat    | Heat      | Semifinal        | Semifinal        | Final            | Final            |
| Simmare           | Gren                    | Tid     | Placering | Tid              | Placering        | Tid              | Placering        |
| ----------------- | ----------------------- | ------- | --------- | ---------------- | ---------------- | ---------------- | ---------------- |
| Nikolas Sylvester | Herrarnas 50 m frisim   | 25,64   | 61        | Gick inte vidare | Gick inte vidare | Gick inte vidare | Gick inte vidare |
| Izzy Joachim      | Damernas 100 m bröstsim | 1.17,37 | 38        | Gick inte vidare | Gick inte vidare | Gick inte vidare | Gick inte vidare |